# Ancara replicans
Ancara replicans är en fjärilsart som beskrevs av Walker 1858. Ancara replicans ingår i släktet Ancara och familjen nattflyn. Inga underarter finns listade i Catalogue of Life.